# Glacier Tazlina
Pour les articles homonymes, voir Tazlina.
Le glacier Tazlina, en anglais Tazlina Glacier, est un glacier d'Alaska, aux États-Unis, de 40 kilomètres de long. Il commence à 2,5 kilomètres du mont Cashman dans les montagnes Chugach et s'épanche vers le nord, à 1,6 kilomètre au sud du lac Tazlina, et à 69 kilomètres de Valdez. C'est le plus grand glacier des montagnes Chugach s'épanchant en direction du nord. Son front glaciaire est en phase de retrait. Sur ses flancs occidental et oriental, il retient les eaux de fonte d'autres glaciers qui forment deux petits lacs.